# Kirill Timofejewitsch Chlebnikow
Kirill Timofejewitsch Chlebnikow (russisch Кирилл Тимофеевич Хлебников; * 18. Märzjul. / 29. März 1784greg. in Kungur; † 15. Apriljul. / 27. April 1838greg. in St. Petersburg) war ein russischer Naturforscher und Schriftsteller.

## Leben
Kirill Chlebnikows Vater Timofei Iwanowitsch Chlebnikow (1746–1790) war Kaufmann der II. Gilde, betrieb eine Pökelei, besaß Transportboote und war 1784–1787 Bürgermeister Kungurs. Der Onkel Jemiljan Iwanowitsch Chlebnikow war für Abwehr der Pugatschow-Aufständischen vor Kungur mit einem goldenen Säbel ausgezeichnet worden. Chlebnikow war das fünfte von sieben Kindern und wurde  nach dem frühen Tod des Vaters von seinen älteren Brüdern erzogen. Nachdem er lesen gelernt hatte, las er viel, insbesondere Bücher zur Geographie.
Im Dezember 1800 verließ Chlebnikow das Elternhaus und ging mit dem Kommissionär der Russländisch-Amerikanischen Kompagnie (RAK) S. A. Gornowski nach Irkutsk, wo er im Kontor der RAK arbeitete. Im März kam er als Angestellter der RAK nach Ochotsk und dann in das Dorf Gischiga im Sewero-Ewenski rajon. Ab September 1803 arbeitete er in Nischnekamtschatsk am Unterlauf der Kamtschatka. Er lernte auf Kamtschatka alle Bezirke der Tungusen und Korjaken kennen. Er kam mit Entdeckern und Seefahrern in Kontakt und bildete sich selbst weiter.
Als während der ersten russischen Weltumsegelung die Nadeschda unter dem Kommando Adam Johann von Krusensterns nach Petropawlowsk-Kamtschatski kam, war Chlebnikow im August 1805 als Vertreter der RAK an den Vorbereitungen für die Rückfahrt der Nadeschda über Kanton und um das Kap der Guten Hoffnung herum nach Kronstadt beteiligt und kümmerte sich um Ladung und Verpflegung. Er lernte alle Offiziere und Wissenschaftler des Schiffs kennen, insbesondere Adam Johann von Krusenstern und Georg Heinrich von Langsdorff.
Im Februar 1807 kaufte Chlebnikow in Tigil Fleisch und Rentiere für die Expedition Nikolai Chwostows mit Gawriil Dawydow, die im Winter 1806/1807 in Petropawlowsk-Kamtschatski überwintert hatten. Georg Heinrich von Langsdorff hatte die Nadeschda verlassen, um auf dem Landweg durch Sibirien nach St. Petersburg zurückzukehren.  Chlebnikow reiste mit ihm von Tigil durch eine Reihe von Siedlungen nach Petropawlowsk-Kamtschatski, wobei er die sorgfältige Forschungstätigkeit Langsdorffs kennenlernte. Er fuhr mit Langsdorff nach Ochotsk, um nach Nischnekamtschatsk zurückzukehren, während Langsdorff seine Rückreise durch Sibirien begann. Im Oktober 1808 wurde Chlebnikow Kommissionär der RAK für Kamtschatka. Er lernte in  Petropawlowsk-Kamtschatski auch Wassili Golownin und Pjotr Rikord kennen, die dort wiederholt überwinterten. Er regelte den Warenverkehr der RAK zwischen Ochotsk und Nowo-Archangelsk, der Hauptstadt Russisch-Amerikas. Als  einige Zahlungsbelege fehlten, wurde er mit den entsprechenden Summen belastet, und erst 1820 wurden ihm diese Schulden erlassen. Im Juli 1813 verließ Chlebnikow Kamtschatka und verbrachte das Jahr 1814 in Irkutsk, wo er Briefe über Kamtschatka verfasste.
1814 wurde Chlebnikow Geschäftsführer des Hauptkontors der RAK in Nowo-Archangelsk. Er ersetzte Terti Bornowolokow, der auf der Fahrt nach Nowo-Archangelsk 1812 verunglückt war. 1815–1816 war er in St. Petersburg mit Angelegenheiten der RAK beschäftigt. Chlebnikow durchreiste ganz Russisch-Amerika. Seine Funde und Erwerbungen schichte er regelmäßig an das Zoologische Museum der Kaiserlichen Akademie der Wissenschaften. Er besuchte Kalifornien, Mexiko, Peru und Chile. Er war der Assistent der RAK-Gouverneure Russisch-Amerikas Ludwig von Hagemeister, Semjon Janowski, Matwei Murawjow, Pjotr Tschistjakow und Ferdinand von Wrangel.
Chlebnikow wurde 1835 in das von Iwan Prokofjew geleitete Direktorium der RAK in St. Petersburg gewählt.
Chlebnikow verfasste eine Biografie des ersten RAK-Gouverneurs Russisch-Amerikas Alexander Baranow (St. Petersburg, 1835), einen Rückblick auf ein halbes Jahrhundert seines Lebens (1836), einige Enzyklopädie-Artikel, eine Biografie des Vorbereiters der RAK Grigori Schelichow (1838) und Auszüge aus den Aufzeichnungen eines russischen Reisenden in Brasilien. Er bot Alexander Puschkin eine Einführung in die Geschichte Russisch-Amerikas für eine Veröffentlichung im Sowremennik oder in einer anderen Zeitschrift an. Er studierte das Leben und die Kultur der Völker in Fernost und Nordwestamerika. Im Dezember 1837 wurde er zum Korrespondierenden Mitglied der Kaiserlichen Akademie der Wissenschaften gewählt. Der Stadt Kungur stiftete er seine Bibliothek, die der Grundstock der nach ihm benannten öffentlichen Bibliothek war.